# القرن 11
| عقد 990  | 990  | 991  | 992  | 993  | 994  | 995  | 996  | 997  | 998  | 999  |
| عقد 1000 | 1000 | 1001 | 1002 | 1003 | 1004 | 1005 | 1006 | 1007 | 1008 | 1009 |
| عقد 1010 | 1010 | 1011 | 1012 | 1013 | 1014 | 1015 | 1016 | 1017 | 1018 | 1019 |
| عقد 1020 | 1020 | 1021 | 1022 | 1023 | 1024 | 1025 | 1026 | 1027 | 1028 | 1029 |
| عقد 1030 | 1030 | 1031 | 1032 | 1033 | 1034 | 1035 | 1036 | 1037 | 1038 | 1039 |
| عقد 1040 | 1040 | 1041 | 1042 | 1043 | 1044 | 1045 | 1046 | 1047 | 1048 | 1049 |
| عقد 1050 | 1050 | 1051 | 1052 | 1053 | 1054 | 1055 | 1056 | 1057 | 1058 | 1059 |
| عقد 1060 | 1060 | 1061 | 1062 | 1063 | 1064 | 1065 | 1066 | 1067 | 1068 | 1069 |
| عقد 1070 | 1070 | 1071 | 1072 | 1073 | 1074 | 1075 | 1076 | 1077 | 1078 | 1079 |
| عقد 1080 | 1080 | 1081 | 1082 | 1083 | 1084 | 1085 | 1086 | 1087 | 1088 | 1089 |
| عقد 1090 | 1090 | 1091 | 1092 | 1093 | 1094 | 1095 | 1096 | 1097 | 1098 | 1099 |
| عقد 1100 | 1100 | 1101 | 1102 | 1103 | 1104 | 1105 | 1106 | 1107 | 1108 | 1109 |

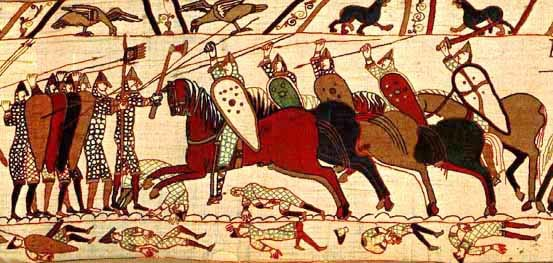
الفرسان النورمانديون يهاجمون جدار التراس الأنجلوسكسوني في معركة هاستنغز كما هو موضح في نسيج بايو. تُمسك رماح الفرسان بقبضة يد واحدة وتُرفع فوق الرأس.

القرن الحادي عشر هو الفترة الزمنية الممتدة من اليوم الأول لعام 1001 إلى اليوم الأخير من عام 1100 حسب التقويم الميلادي. والقرن الأول من الألفية الثانية.
شهد هذا القرن نهاية الدولة الأموية في الأندلس  ونشوء ملوك الطوائف  الذين قسموا الدولة إلى 22 دويلة.
شهد أيضا هذا القرن غزو ملك الدنمارك لإنجلترا الذي انتهي بتتويج الملك كنوت العظيم ملكا لإنجلترا.
وظهور الدولة السلجوقية في آسيا الوسطى بعد انتصارهم على الدولة الغزنوية بزعامة طغرل بك الذي تمكن بعدها من دخول بغداد والقضاء على الدولة البويهية وتمكن خليفته ألب أرسلان من الانتصار على الإمبراطورية البيزنطية واحتلال جورجيا وأرمينيا وسيطر على معظم الأناضول.
شهد أيضا هذا القرن حدثاً محورياً في تاريخ إنجلترا ونتج عنه استبدال الأسرة المالكة بأخرى ناطقة بالفرنسية مما أحدث ذلك تحولاً في اللغة والثقافة الإنجليزية ليبدأ عصر إنجلترا النورمانية عندما انتصر دوق نورماندي ويليام الأول في معركة هاستينغز واعتلى عرش إنجلترا.
تمكن روبرت جيسكارد النورماني من احتلال جنوب إيطاليا وجزيرة صقلية بدعم من البابا.
اندلع نزاع التنصيب بين إمبراطور روما المقدس هاينريش الرابع  والبابا.
ظهور دولة المرابطون في غرب افريقيا. ونتيجة للصراع والتناحر بين ملوك الطوائف في الأندلس أصبحوا فريسة سهلة لألفونسو السادس ملك قشتالة وليون الذي احتل طليطلة فأستنجد ملوك الطوائف بسلطان المرابطين يوسف بن تاشفين الذي عبر إلى الأندلس ولاقى جيش مملكة قشتالة في معركة الزلاقة وانتصر فيها انتصارا حاسما ثم أقدم على القضاء على ملوك الطوائف وضم الأندلس تحت سلطة المرابطين.
وفي نهاية القرن بدأت الحملة الصليبية الأولى التي أسفرت عن احتلال القدس.

## أحداث
- 1000 وفاة غارسيا سانشيز الثاني ملك نافارا في يوليو وخلفه ابنه سانشو الثالث ملك نافارا.
- 1000 منح البابا سلفستر الثاني لزعيم القبائل المجرية ستيفن من أسرة أرباد لقب ملك المجر بعد اعتناقه الديانة المسيحية فأصبح ستيفن الأول أول ملوك مملكة المجر وعاصمتها بودا في ديسمبر.
- 1002 وفاة الإمبراطور الروماني أوتو الثالث في يناير وانتخب خلفه ابنه هاينريش الثاني.
- 1002 قام ملك إنجلترا إثيلريد أونريدي بمذبحة تطهير عرقي للدنماركيين في إنجلترا في عيد القديس برايس في نوفمبر مما أغضب ملك الدانمارك سوين فوركبيرد الذي شن هجمات متواصلة على إنجلترا.
- 1009 أجبر الحاجب عبد الرحمن شنجول  الخليفة الأندلسي هشام المؤيد بالله على إعلانه ولي للعهد مما أثار حفيظة أمراء بني أمية الذين اجتمعوا على الأمير محمد بن هشام بن عبد الرحمن الناصر لدين الله االذي استغل خروج شنجول في حملة عسكرية وهاجم قصر قرطبة وخلع الخليفة المؤيد بالله وأعلن نفسه خليفة باسم محمد المهدي بالله في يناير.
- 1009 أساء الخليفة الأندلسي محمد المهدي بالله معاملة البربر والعامريين الذين كانوا عماد جيشه. اجتمع البربر على الأمير الأموي سليمان بن الحكم بن عبد الرحمن الناصر لدين الله وبايعوه في قلعة رباح كخليفة باسم سليمان المستعين بالله.
- 1009 تمكن البربر من هزيمة الخليفة الأموي محمد المهدي بالله في معركة قنتش في نوفمبر وفر المهدي إلى قرطبة حيث ثار عليه العامريين وقتلوه وأعادوا الخليفة هشام المؤيد بالله للحكم.
- 1010 أرسل الخليفة الأموي هشام المؤيد بالله برأس المهدي للبربر ودعاهم لطاعته ولكنهم تمسكوا بتولية سليمان المستعين بالله.١
- 1013 حاصر البربر قرطبة حتى ضج سكان قرطبة من الحصار واشتبكوا مع البربر في مايو في معركة انتهت بانتصار البربر ودخل سليمان المستعين بالله قصر قرطبة.
- 1013 تمكن ملك الدانمارك سوين فوركبيرد من احتلال إنجلترا واصبح ملكاُ على إنجلترا بعد انتصاره علي ملك إنجلترا إثيلريد أونريدي الذي لجأ إلي صهره دوق نورماندي.
- 1014 انتصار الإمبراطور البيزنطي باسيل الثاني على الإمبراطورية البلغارية الأولى في معركة كليديون في يوليو.
- 1014 وفاة ملك الدنمارك وإنجلترا سوين فوركبيرد في فبراير وخلفه ابنه هارالد الثاني ملكا للدانمارك أما في إنجلترا فتمرد الساكسون وأجبروا ابنه كنوت على ترك البلاد وأعادوا الملك إثيلريد أونريدي لعرش إنجلترا.
- 1016 عاد كنوت مع أسطول عظيم ونجح في إخضاع كل إنجلترا ما عدا لندن التي أصبحت المأوى الأخير للملك الساكسوني إثيلريد أونريدي الذي توفي في ابربل فاعتلى كنوت العظيم عرش إنجلترا.
- 1016 ثار علي بن حمود والي سبتة على الخليفة الأندلسي سليمان المستعين بالله وقتله واعتلى عرش الخلافة في يوليو.
- 1018 اغتيل الخليفة الأندلسي علي بن حمود في مارس وخلفه أخوه أبا القاسم فنازعه الحكم ابن أخيه يحيى بن علي بن حمود حتى استقرت ليحيي بن علي بن حمود.
- 1018 تمكن البيزنطيون بقيادة الإمبراطور باسيل الثاني من غزو بلغاريا ونهاية الإمبراطورية البلغارية الأولى بعد حروب دامت 50 عاما.
- 1018 وفاة ملك الدنمارك هارالد الثاني وخلفه أخوه ملك إنجلترا كنوت العظيم ملكا للدنمارك.
- 1020 م ضم سانشو الثالث ملك نافارا قشتالة عن طريق الزواج بمايور ابنة كونت قشتالة.
- 1024 وفاة الإمبراطور الروماني هاينريش الثاني في يونيو آخر السلالة الأتونية وانتخب خلفه كونراد الثاني من سلالة الساليان.
- 1025 تزوج زعيم قبائل البولان ميشكو الأول أميرة مسيحية من بوهيميا فاعتنق المسيحية أواخر القرن العاشر ونصب ابنه بوليسلاف الأول شروبري من آسرة بياست كأول ملك بولندي للبلاد.
- 1025 وفاة الإمبراطور البيزنطي باسيل الثاني في ديسمبر وخلفه أخوه قسطنطين الثامن.
- 1026 خلع القرطبيون الخليفة الأندلسي يحيى بن علي بن حمود وقرروا رد الخلافة للأمويين واختاروا هشام بن محمد بن عبد الملك فبايعوه في يونيو بأسم هشام المعتد بالله.
- 1028 حاول ملك النرويج أولاف هارالدسون بالاشتراك مع ملك السويد أنوند ياكوب غزو الدنمارك لكن استطاع ملك إنجلترا والدنمارك كنوت العظيم الانتصار عليهم وتوج ملكا للنرويج.
- 1028 وفاة الإمبراطور البزنطي قسطنطين الثامن في نوفمبر وخلفته ابنته زوي وزوجها رومانوس الثالث.
- 1031 وفاة روبرت الثاني ملك فرنسا في يوليو وخلفه ابنه هنري الأول ملك فرنسا وابنه الأصغر روبرت دوقا لبورغندي.
- 1031 هاجم العامة قصر قرطبة وخلعوا الخليفة الأندلسي هشام المعتد بالله في نوفمبر وهكذا سقطت الخلافة الاموية في الأندلس وتفككت إلى عدد من الممالك بعد حرب أهلية بين الأمراء الأمويين. الذين تنازعوا الخلافة فيما بينهم ونشوء ملوك الطوائف الذين قسموا الدولة إلى 22 دويلة منها غرناطة  وإشبيلية وألمرية وبلنسية وطليطلة وسرقسطة
- 1033 زلزال وادي الأردن المتصدع 1033
- 1034 احتل سانشو الثالث ملك نافارا وقشتالة مملكة ليون واتخذ لقب إمبراطور هيسبانيا.
- 1034 وفاة الإمبراطور البزنطي رومانوس الثالث في أبريل وخلفه ميخائيل الرابع بعد زواجه من الإمبراطورة زوي.
- 1035 وفاة سانشو الثالث ملك نافارا وقشتالة وليون في أكتوبر وخلفه ابنه الأكبر غارسيا سانشيز الثالث ملك نافارا وابنه الثاني فرناندو الأول ملك ليون وقشتالة والابن الثالث راميرو الأول ملك أراغون.
- 1035 وفاة ملك إنجلترا والدنمارك والنرويج كنوت العظيم في نوفمبر وخلفه ابنه هارديكانوت ملكا لانجلترا والدنمارك. وتوج ماجنوس الأول ابن الملك الاسبق أولاف هارالدسون ملكا للنرويج.
- 1037 بقي ملك إنجلتر والدنمارك هارديكانوت في الدنمارك فتوج هارولد الأول ابن كنوت غير الشرعي ملكا لانجلترا.
- 1037 ظهور الدولة السلجوقية بزعامة طغرل بك في آسيا الوسطى بعد انتصارهم على الدولة الغزنوية واجتياحهم غزنة في معركة داندقان.
- 1039 وفاة الإمبراطور الروماني كونراد الثاني في يونيو وخلفه ابنه هاينريش الثالث.
- 1040 وفاة ملك إنجلترا هارولد الأول في مارس فخلفه أخوه ملك الدنمارك هارديكانوت ملكا لانجلترا.
- 1042 وفاة الإمبراطور البزنطي ميخائيل الرابع في أبريل وخلفه قسطنطين التاسع الزوج الثالث للإمبراطورة زوي.
- 1042 وفاة ملك إنجلترا والدنمارك هارديكانوت في يونيو وخلفه أخوه غير الشقيق من أمه أيما إدوارد المعترف ملكا لانجلترا وخلفه ماجنوس الأول ملكا للدنمارك والنرويج.
- 1045 أبحر هارلد أخو أولاف هارالدسون الملك الاسبق للنرويج إلى السويد ومن ثم قام بغزو النرويج وتوج هارلد الثالث ملك النرويج مشارك مع ابن أخيه ماجنوس الأول.
- 1047 وفاة ملك الدنمارك والنرويج ماجنوس الأول فأصبح هارلد الثالث ملك النرويج وحيد. وتوج سوين الثاني حفيد سوين فوركبيرد ملكا للدنمارك.
- 1054 طالب بابا روما بأن يكون له سلطة على البطاركة  اليونان الأربع في الشرق مما أدّى إلى نزاع بين الكنيسة الغربية اللاتينية في روما (كاثوليك) والكنيسة الشرقية البزنطية (أرثوذكس) في القسطنطينية حتى وصلت إلى الانشقاق العظيم.
- 1054 اندلعت معركة اتابويركا في سبتمبر بين غارسيا سانشيز الثالث ملك نافارا وأخيه فرناندو الأول ملك ليون وقشتالة قتل فيها غارسيا سانشيز وخلفه ابنه سانشو الرابع ملك نافارا.
- 1055 وفاة الإمبراطور البزنطي قسطنطين التاسع في يناير وخلفه ثيودورا الثالثة الأخت الصغرى للإمبراطورة زوي.
- 1055 تمكن السلطان السلجوقي طغرل بك من دخول بغداد والقضاء على الدولة البويهية.
- 1055 بداية ظهور دولة المرابطون في غرب افريقيا.
- 1056 وفاة الإمبراطورة البزنطية ثيودورا الثالثة في سبتمبر وخلفها ميخائيل السادس.
- 1056 وفاة الإمبراطور الروماني هاينريش الثالث في أكتوبر وانتخب خلفه ابنه هاينريش الرابع.
- 1057 خلع الإمبراطور البزنطي ميخائيل السادس بعد انقلاب عسكري قام به إسحاق الأول كومنين الذي توج إمبراطورا منهيا حكم السلالة المقدونية ومؤسسا للسلالة الكومنينية.
- 1059 تنحى الإمبراطور البزنطي إسحاق الأول كومنين في نوفمبر وخلفه قسطنطين العاشر دوكاس.
- 1059 منح البابا نقولا الثاني روبرت جيسكارد النورماني لقب دوق بوليا وكالابريا في جنوب إيطاليا وجزيرة صقلية.
- 1060 وفاة هنري الأول ملك فرنسا في أغسطس وخلفه ابنه فيليب الأول ملك فرنسا.
- 1065 وفاة فرناندو الأول ملك ليون وقشتالة في ديسمبر وقسم مملكته بين أبنائه الثلاثة قشتالة لابنه الأكبر سانشو وليون لابنه الثاني ألفونسو، وجليقية لابنه الثالث غارسيا الذين تقاتلا بعضهم البعض حتي تمكن سانشو من الانتصار على أخويه ولكنه اغتيل فأصبح أخوه ألفونسو السادس ملك قشتالة وليون وجليقية.
- 1066 وفاة ملك إنجلترا إدوارد المعترف في يناير فتنازع على العرش ويليام الأول دوق نورماندي وهارلد الثالث ملك النرويج وهارولد جودوينسون إيرل ويسكس.
- 1066 استطاع إيرل ويسكس هارولد جودوينسون هزيمة جيش هارلد الثالث ملك النرويج في معركة ستامفورد ولكنه لم يستطع الصمود أمام جيش ويليام الأول دوق نورماندي في معركة هاستينغز.
- 1067 وفاة الإمبراطور البزنطي قسطنطين العاشر دوكاس في مايو وخلفه ابنه ميخائيل السابع دوكاس تحت وصايه والدته وبعد زواج والدته برومانوس الرابع ديوجنيس أصبح الإمبراطور والوصي على الإمبراطور اليافع ميخائيل السابع.
- 1071 سيطر ويليام الأول دوق نورماندي على معظم إنجلترا واعتلى عرش إنجلترا.
- غزا روبرت جيسكارد النورماني باري عاصمة إقليم بوليا وطرد البيزنطيين منها. وأرسل أخاه الأصغر روجر لفتح جزيرة صقلية التي كانت تحت حكم أمراء بنو كلب من قبل الفاطميين.
- 1071 قام السلاجقة الاتراك باحتلال أرمينيا مما دفع الإمبراطور البزنطي رومانوس الرابع لملاقاه السلاجقة في معركة ملاذ كرد في أغسطس. ولكنه هزم وأُسر على يد السلطان السلجوقي ألب أرسلان الذي انتزع جورجيا وارمينيا وسيطر على معظم الأناضول.
- 1072 خلع الإمبراطور البزنطي رومانوس الرابع في يونيو بعد هزيمته في معركة ملاذ كرد واصبح ميخائيل السابع دوكاس الإمبراطور رسميا.
- 1072 قتل السلطان السلجوقي ألب أرسلان على يد أحد الثائرين في ديسمبر وخلفه ابنه ملك شاه الذي سيطر على كامل الهضبة الأناضولية من أرمينيا شرقا إلى بيثينيا غربا ونقل عاصمته إلى نيقيه على بعد 90 كيلومترا من القسطنطينية.
- 1075 اندلع نزاع التنصيب بين الإمبراطور الروماني هاينريش الرابع والبابا غريغوري السابع الذي أصدر قرار ضد تقليد الحاكم لرجالات الكنيسة المناصب الدينية مما أزعج هاينريش الرابع وقام بتعيين بعض الأساقفة لشغل الوظائف الشاغرة في بعض الأسقفيات فوجه البابا رسالة شديدة اللهجة إلى هاينريش هدده فيها  بالحرمان وخلعه من منصب الإمبراطورية.
- 1076 الإمبراطور الروماني هاينريش الرابع يعقد مجمع لأساقفة إيطاليين معارضين للبابا اتخذوا فيه قراراً ببطلان انتخاب البابا غريغوري السابع وطالبوه بترك الكرسي البابوي فقام البابا بدعوة الأمراء الألمان الموالين له إلى الخروج على طاعة الإمبراطور هاينريش وبذلك أصبحت البلاد مسرحاً للفوضى وأعمال الشغب.
- 1076 اضطر الإمبراطور الروماني هاينريش الرابع التوجه إلى إيطاليا معلناً توبته وظل واقفاً أمام قلعة كانوسا مدة ثلاثة أيام حتى قابل البابا بوضع مهين حتى حصل على الغفران في ديسمبر.
- 1077 استقل سليمان بن قتلمش بالأناضول عن الدولة السلجوقية مؤسسا دولة سلاجقة الروم وعاصمتها نيقية.
- 1077 استقل أنوشطغين في خوارزم عن الدولة السلجوقية مؤسسا الدولة الخوارزمية التي توسعت في وسط آسيا وإيران.
- 1078 قاد نقفور الثالث تمرد على الإمبراطور البيزنطي ميخائيل السابع وتوج إمبراطورا بدلا منه.
- 1080 أصدر البابا غريغوري السابع قرار الحرمان الثاني ضد الإمبراطور الروماني هاينريش الرابع لإقدامه على قتل دوق شوابيا ورداً على ذلك اجتمع الأساقفة المؤيدون لهاينريش وقرروا عزل البابا جريجوري السابع فنشبت حرب أهلية رجحت فيها كفة هاينريش ودخل على أثرها روما ودعا إلى عقد مجمع في برسانون في يونيو الذي قُرر فيه إنتخاب كليمنت الثالث بدلاً من البابا غريغوري السابع.
- 1080 مكث هاينريش مع قواته في إيطاليا لمدة ثلاث سنوات تم فيها تتويجه إمبراطوراً في كنيسة القديس بطرس.
- 1081 أطاح األكسيوس الأول كومنينوس بالإمبراطور البزنطي نقفور الثالث وتوج إمبراطورا في أبريل.
- 1081 أنشأ روبرت جيسكارد النورماني أسطول بحري هزم به الأسطول البيزنطي في معركة بحرية بالقرب من درزو.
- 1082 استغاثت الإمبراطورية الببزنطية بالبندقية التي خفت لنجدتها وأوقعت هزيمة منكرة بأسطول روبرت جيسكارد الذي استطاع نقل جيشه إلى درزو وهزم الجيش البيزنطي واخترق إبريوس وتساليا حتى كاد يصل إلى سالونيك.
- 1083 استغاث البابا بروبرت جيسكارد لإنقاذه من الإمبراطور الروماني المقدس هاينريش الرابع فترك جيشه في تساليا وعاد مسرعاً إلى إيطاليا وحشد جيشاً من النورمان والطليان والمسلمين واستطاع إجبار الألمان على الجلاء عن روما.
- 1084 أنشأ روبرت جيسكارد أسطولاً جديدا هزم به أسطول البندقية بالقرب من جزيرة كورفو واستولى على جزيرة كفلونيا الأيونية.
- 1085 وفاة دوق بوليا وكالابريا روبرت جيسكارد وخلفه ابنه روجر بورسا.
- 1085 استمر التناحر بين ملوك الطوائف المسلمين في الأندلس مما جعلهم فريسة لمسيحيي الشمال. فتمكن ألفونسو السادس ملك قشتالة من إسقاط طليطلة وضمها لمملكته في مايو.
- 1086 أستنجد ملوك الطوائف بيوسف بن تاشفين ملك دولة المرابطين بالمغرب الذي عبر مضيق جبل طارق إلى الأندلس حيث لاقى جيش مملكة قشتالة في معركة الزلاقة في أكتوبر وانتصر فيها انتصارا حاسما بعد انتهاء المعركة اضطر أبن تاشفين للعودة سريعا للمغرب بسبب وفاة ابنِه وولي عهده.
- 1087 وفاة ملك إنجلترا ويليام الفاتح في سبتمبر وخلفه أبنه البكر روبرت دوقاً لنورماندي وابنه الاصغر وليام الثاني ملك إنجلترا.
- 1088 افتتاح جامعة بولونيا أقدم جامعة في أوروبا.
- 1090 استقرار حسن الصباح مؤسس جماعة  الحشاشون الإسماعيلية بقلعة الموت (حصن جبلي يبعد عن طهران حوالي 100 كيلومتر).
- 1091 عاد ملوك الطوائف لما كانوا فيه من فرقة وتناحر وعاد القشتاليون للإغارة عليهم وما إن علم يوسف بن تاشفين بحال الأندلس أرسل أربعة جيوش إلى الأندلس في وقت واحد للقضاء على ملوك الطوائف واستطاع المرابطون في غضون ثمانية عشر شهرًا فتح مدن الأندلس كلها وانتهى عصر ملوك الطوائف.
- 1091 تمكن النورمان بقيادة روجر الأول من فتح جزيرة صقلية منهيا الحكم الإسلامي فيها.
- 1092 وفاة السلطان السلجوقي ملك شاه في نوفمبر وخلفه اخيه السلطان تتش بن ألب أرسلان وبدأت الدولة بالانحدار والضعف والانقسام لافرع عديده منها سلاجقة الروم في الأناضول وسلاجقة كرمان في فارس وسلاجقة العراق وسلاجقة دمشق وحلب في الشام.
- 1095 دعا البابا أوربانوس الثاني لحرب صليبية للسيطرة على الأراضي المقدسة التي كانت تحت سيطرة المسلمين وأيضا استجابة لدعوة الإمبراطوريه البيزنطيه لمساعدتها ضد توسع السلاجقة في الأناضول.
- 1096 بدأت الحملة الصليبية الأولى بقيادة جودفري دوق اللورين.
- 1099 انتهت الحملة الصليبية الأولى التي تكبد فيها السلاجقة هزائم شديدة وخسروا الكثير من مدن الأناضول وبلاد الشام وأسفرت عن احتلال القدس وتأسيس مملكة بيت المقدس بالإضافة لثلاث إمارات صليبية الرها وانطاكية وطرابلس.

مكرر____________________
- وفاة ملك نافارا جارسيا سانشيز الثاني في يوليو 1000م. وخلفه ابنه سانشو الثالث.
- منح البابا سلفستر الثاني لزعيم القبائل المجرية ستيفن من أسرة أرباد لقب ملك المجر بعد اعتناقه الديانة المسيحية فأصبح ستيفن الأول أول ملوك مملكة المجر وعاصمتها بودا في ديسمبر 1000م.
- وفاة الإمبراطور الروماني أوتو الثالث في يناير 1002م. وانتخب خلفه ابنه هاينريش الثاني ملكا للرومان وتوج امبراطورا في 1014م.
- قام ملك إنجلترا إثيلريد أونريدي بمذبحة تطهير عرقي للدنماركيين في إنجلترا في عيد القديس برايس في نوفمبر 1002م. مما أغضب ملك الدانمارك سوين فوركبيرد الذي شن هجمات متواصلة علي إنجلترا.
- بدأت نهاية دولة الأمويين في الأندلس بسيطرة الحاجب المنصور بن أبي عامر ومن بعده أبنائه عبد الملك المظفر بالله وعبد الرحمن شنجول على الخليفة هشام المؤيد بالله حتى اجبر شنجول الخليفة المؤيد بالله أن يعلنه وليا للعهد مما أثار حفيظة أمراء بني أمية الذين اجتمعوا على محمد بن هشام بن عبد الرحمن الناصر لدين الله أحد أمراء بني أمية االذي أستغل خروج شنجول في حملة عسكرية في الشمال وهاجم قصر قرطبة وخلع الخليفة المؤيد بالله واعلن نفسه خليفة باسم محمد المهدي بالله في يناير 1009م. وما أن استقرت الأمور للمهدي حتى أطلق العنان لرغباته وأساء معاملة البربر والعامريين الذين كانوا عماد جيشه وبطش بعدد من الامراء منهم ولي عهده. ففر البربر إلى قلعة رباح ومعهم الأمير الأموي سليمان بن الحكم بن عبد الرحمن الناصر لدين الله الذي تجمّع حوله البربر وبايعوه كخليفة بأسم سليمان المستعين بالله. تمكن البربر في يوليو 1010م. من هزيمة المهدي فاضطر الي الانسحاب الي قرطبة حيث ثار عليه العامريين وقتلوه واعادوا الخليفة هشام المؤيد بالله للحكم.
- آرسل الخليفة الآموي المؤيد بالله برأس المهدي للبربر ودعاهم لطاعته ولكنهم تمسكوا بتولية سليمان المستعين بالله حاصر البربر قرطبة حتى ضج سكان قرطبة من الحصار واشتبكوا مع البربر في مايو 1013م. في معركة انتهت بانتصار البربر وجلس سليمان المستعين بالله على كرسي الخلافة.
- تمكن ملك الدانمارك سوين فوركبيرد من احتلال إنجلترا عام 1013م. واصبح ملكاُ على إنجلترا بعد انتصاره علي ملك إنجلترا إثيلريد أونريدي الذي فر الي نورماندي حيث لجأ لصهره دوق نورماندي
- وفاة ملك الدنمارك وإنجلترا سوين فوركبيرد في فبراير 1014م. وخلفه ابنه هارالد الثاني ملكا للدانمارك اما في إنجلترا فتمرد الساكسون واجبروا ابنه كانوت علي ترك البلاد واعادوا الملك إثيلريد أونريدي لعرش إنجلترا.
- عاد كانوت مع أسطول عظيم ونجح بشكل سريع في إخضاع كل إنجلترا ما عدا لندن التي أصبحت المأوى الأخير للملك الساكسوني إثيلريد أونريدي الذي توفي في ابربل 1016م. فاعتلي كانوت العظيم عرش إنجلترا.
- أعلن علي بن حمود والي سبتة انه يحمل كتابًا من الخليفة الشرعي هشام المؤيد بالله بتوليته عهده فعبر إلى الجزيرة الخضراء ولاقي جيش المستعين بالله قرب قرطبة وانتهت المعركة بهزيمة المستعين بالله فدخل علي بن حمود قصر قرطبة في يولية 1016م. وقتل سليمان وأعلن نفسه الخليفة الجديد.
- اغتيل خليفة قرطبة علي بن حمود في مارس 1018م. وخلفه اخيه أبا القاسم فنازعه الحكم ابن اخيه يحيى بن علي بن حمود حتي استقرت ليحيي بن علي بن حمود.
- تمكن البيزنطيون بقيادة الإمبراطور باسيل الثاني من غزو بلغاريا بعد حروب دامت 50 عاما.
- وفاة ملك الدنمارك هارالد الثاني في 1018م. وخلفه اخيه ملك إنجلترا كانوت العظيم ملكا للدنمارك.
- ضم سانشو الثالث ملك نافارا قشتالة سنة 1020م. عن طريق الزواج بمايور ابنة كونت قشتالة.
- وفاة الإمبراطور الروماني هاينريش الثاني في يونيو 1024م. اخر السلالة الآتونية وانتخب خلفه كونراد الثاني من سلالة الساليان ملكا للرومان وتوج امبراطورا في 1027م.
- تزوج زعيم قبائل البولان (البولنديين وهم شعوب سلافية غربية) ميشكو الأول أميرة مسيحية من بوهيميا فاعتنق المسيحية اواخر القرن العاشر ونصب ابنه بوليسلاف الأول شروبري من آسرة بياست كأول ملك بولندي للبلاد عام 1025م.
- وفاة الإمبراطور البزنطي باسيل الثاني في ديسمبر 1025م. وخلفه اخيه قسطنطين الثامن.
- خلع القرطبيون يحيى بن علي بن حمود من الخلافة وقرروا رد الخلافة للأمويين واختاروا هشام بن محمد بن عبد الملك فبايعوه في يونيو 1026م. بأسم هشام المعتد بالله.
- حاول ملك النرويج أولاف هارالدسون بالاشتراك مع ملك السويد أنوند ياكوب غزو الدنمارك. عام 1026م. لكن استطاع الملك كانوت الانتصار عليهم وتوج ملكا للنرويج سنة 1028م.
- وفاة الإمبراطور البزنطي قسطنطين الثامن في نوفمبر 1028م. وخلفته ابنته زوي وزوجها رومانوس الثالث.
- وفاة ملك فرنسا روبرت الثاني في يوليو 1031م. وخلفه ابنه هنري الاول ملكا لفرنسا وابنه الاصغر روبرت دوقا لبورغندي.
- هاجم العامة قصر قرطبة وخلعوا الخليفة المعتد بالله في نوفمبر 1031م. وهكذا سقطت الخلافة الاموية في الاندلس وتفككت إلى عدد من الممالك بعد حرب أهلية بين الأمراء الأمويين الذين تنازعوا الخلافة فيما بينهم ونشوء ملوك الطوائف الذين قسموا الدولة إلى 22 دويلة منها غرناطة  وإشبيلية وألمرية وبلنسية وطليطلة وسرقسطة
- احتل ملك نافارا وقشتالة سانشو الثالث مملكة ليون في عام 1034م. واتخذ لقب إمبراطور هيسبانيا.
- وفاة الإمبراطور البزنطي رومانوس الثالث في أبريل 1034م. وخلفه ميخائيل الرابع بعد زواجه من الامبراطورة زوي.
- وفاة ملك نافارا وقشتالة وليون سانشو الثالث في أكتوبر 1035م. وخلفه ابنه الأكبر جارسيا سانشيز ملكا لنفارا وابنه الثاني فرناندو ملكا علي ليون وقشتالة والابن الثالث راميرو الأول ملكا علي اراغون.
- وفاة ملك إنجلترا والدنمارك والنرويج كانوت العظيم في نوفمبر 1035م. وخلفه ابنه هارديكانوت ملكا لانجلترا والدنمارك الا انه بقي في الدنمارك فتوج هارولد الأول ابن كانوت غير الشرعي ملكا لانجلترا سنة 1037م. اما في النرويج توج ماجنوس الأول ابن الملك الاسبق أولاف هارالدسون ملكا للنرويج.
- ظهور الدولة السلجوقية بزعامة طغرل بك في آسيا الوسطى بعد انتصارهم علي الدولة الغزنوية واجتياحهم غزنة في معركة داندقان سنة 1037م.
- وفاة ملك إنجلترا هارولد الأول في مارس 1040م. فخلفه اخيه ملك الدنمارك هارديكانوت ملكا لانجلترا
- وفاة ملك إنجلترا والدنمارك هارديكانوت في يونيو 1042م. وخلفه اخيه غير الشقيق من امه أيما إدوارد المعترف ملكا لانجلترا وخلفه ماجنوس الأول ملكا للدنمارك والنرويج.
- وفاة اللامبراطور الروماني كونراد الثاني في يونيو 1039م. وخلفه ابنه هاينريش الثالث ملكا للرومان وتوج امبراطورا في 1046م.
- وفاة الإمبراطور البزنطي ميخائيل الرابع في أبريل 1042م. وخلفه قسطنطين التاسع الزوج الثالث للامبراطورة زوي.
- أبحر هارلد أخو أولاف هارالدسون الملك الاسبق للنرويج عام 1045 إلى السويد ومن ثم قام بغزو النرويج حيث كان ابن أخيه الملك ماجنوس الأول ملكاً منذ وفاة الملك كانوت عام 1035. أصبح هارلد الثالث وماجنوس ملكان معاً حتي وفاة ماجنوس عام 1047م. فأصبح هارلد الثالث وحده ملك النرويج. وتوج سوين الثاني حفيد سوين فوركبيرد ملكا للدنمارك.
- طالب بابا روما بأن يكون له سلطة على البطاركة  اليونان الأربع في الشرق مما ادي الي نزاع بين الكنيسة الغربية اللاتينية في روما (كاثوليك) والكنيسة الشرقيه البزنطية (أرثوذكس) في القسطنطينية حتي وصلت الي الانشقاق العظيم سنه 1054م.
- اندلعت معركة اتابويركا في سبتمبر 1054م. بين ملك نافارا جارسيا سانشيز وبين اخيه ملك قشتالة وليون فرناندو الأول قتل فيها الملك جارسيا سانشيز وخلفه ابنه سانشو الرابع ملكا لنافارا.
- وفاة الإمبراطور البزنطي قسطنطين التاسع في يناير 1055م. وخلفه ثيودورا الثالثة الاخت الصغري للامبراطورة زوي.
- تمكن السلطان السلجوقي طغرل بك من دخول بغداد والقضاء على الدولة البويهية سنة 1055م.
- بداية ظهور دولة المرابطون في غرب افريقيا سنة 1055م.
- وفاة الامبراطورة البزنطية ثيودورا الثالثة في سبتمبر 1056م. وخلفها ميخائيل السادس.
- وفاة الإمبراطور الروماني هاينريش الثالث في أكتوبر 1056م. وانتخب خلفه ابنه هاينريش الرابع ملكا للرومان وتوج امبراطورا في 1084م.
- خلع الإمبراطور البزنطي ميخائيل السادس في 1057م. بعد انقلاب عسكري قام به إسحاق الأول كومنين الذي توج امبراطورا منهيا حكم السلالة المقدونية ومؤسسا للسلالة الكومنينية.
- تنحي الإمبراطور البزنطي إسحاق الأول كومنين في نوفمبر 1059م. وخلفه قسطنطين العاشر دوكاس.
- وفاة ملك فرنسا هنري الأول في أغسطس 1060م. وخلفه ابنه فيليب الاول ملكا لفرنسا.
- وفاة السلطان السلجوقي طغرل بك سنة 1063م. وخلفه أبن أخيه ألب أرسلان.
- وفاة ملك قشتالة وليون فرناندو الاول في ديسمبر 1065م. وقسم مملكته بين أبنائه الثلاثة قشتالة لابنه الأكبر سانشو وليون لابنه الثاني ألفونسو، وجليقية لابنه الثالث جارسيا الذين تقاتلا بعضهم البعض حتي تمكن سانشو من الانتصار علي اخويه ولكنه اغتيل فاصبح اخيه الفونسو السادس ملكا لقشتالة وليون وجليقية.
- وفاة ملك إنجلترا إدوارد المعترف في يناير 1066م. فطمع في العرش ويليام دوق نورماندي وهارلد الثالث ملك النرويج وهارولد جودوينسون إيرل ويسكس. وانتخب مجلس الشورى الملك هارولد جودينسون كوريث لعرش إدوارد فجهز الاخرين جيوشهم استطاع جودينسون هزيمة الجيش النرويجي في معركة ستامفورد ولكنه لم يستطع الصمود امام جيش ويليام دوق نورماندي في معركة هاستينجز سنة 1066م.
- وفاة الإمبراطور البزنطي قسطنطين العاشر دوكاس في مايو 1067م. وخلفه ابنه ميخائيل السابع تحت وصايه والدته وبعد زواج والدته برومانوس الرابع ديوجنيس أصبح الإمبراطور والوصي علي الإمبراطور اليافع ميخائيل السابع.
- بحلول عام 1071م. سيطر ويليام الأول دوق نورماندي على معظم إنجلترا واعتلي عرش إنجلترا .

كان غزو النورمان حدثاً محورياً في تاريخ إنجلترا ونتج عنه استبدال الأسرة المالكة بأخرى ناطقة بالفرنسية مما أحدث ذلك تحولاً في اللغة والثقافة الإنجليزية ليبدأ عصر إنجلترا النورمانية التي أصبحت أكثر ارتباطا بأوروبا من ارتباطها مع  الدول الإسكندنافية ومهد هذا الغزو الطريق لغزو بقية مناطق الجزر البريطانية فغزا النورمان ويلز وأيرلندا واسكتلندا.
- عقد روبرت جيسكارد النورماني حلفاً مع البابا نقولا الثاني تعهد فيه بالخضوع والولاء واداء الجزية وأقطعه نقولا في نظير ذلك بوليا وكالابريا في جنوب إيطاليا وجزيرة صقلية. فأرسل روبرت جيسكارد أخاه الأصغر روجر لفتح جزيرة صقلية التي كانت تحت حكم المسلمين واستولى هو على باري عاصمة اقليم بوليا وطرد البيزنطيين منها سنة 1071م.
- قامت الدولة السلجوقية باحتلال أرمينيا مما دفع الإمبراطور البزنطي رومانوس الرابع لملاقاه السلاجقه في معركة ملاذكرد في أغسطس 1071م. التي هزم فيها واسر علي يد السلطان السلجوقي ألب أرسلان الذي انتزع جورجيا وارمينيا وسيطر علي معظم الاناضول ووصل بحدود الدولة إلى سواحل بحر إيجة.

خلع الإمبراطور البزنطي رومانوس الرابع في يونيو 1072م. بعد هزيمته في معركة ملاذ كرد واصبح ميخائيل السابع الإمبراطور رسميا.
- قتل السلطان السلجوقي آلب ارسلان علي يد أحد الثائرين في ديسمبر 1072م. وخلفه ابنه ملك شاه الذي سيطر على كامل الهضبة الأناضولية من أرمينيا شرقا إلى بيثينيا غربا ونقل عاصمته الي نيقية على بعد 90 كيلومترا من القسطنطينية.
- اندلع نزاع التنصيب بين الإمبراطور الروماني هاينريش الرابع والبابا جريجوري السابع الذي اصدر قرار ضد تقليد الحاكم لرجالات الكنيسة المناصب الدينية مما ازعج هاينريش الرابع وقام بتعيين بعض الأساقفة لشغل الوظائف الشاغرة في بعض الأسقفيات فوجه البابا رسالة شديدة اللهجة إلى هاينريش في أواخر عام 1075م، هدده فيها  بالحرمان وخلعه من منصب الإمبراطورية إذا لم يقم بالتوبة والخضوع فرد الملك من جانبه بعقد مجمع لأساقفة إيطاليين معارضين للبابا اتخذوا فيه قراراً ببطلان انتخاب البابا جريجوري السابع وطالبوه بترك الكرسي البابوي وقام البابا بدعوة الأمراء الألمان الموالين له إلى الخروج على طاعة الإمبراطور هاينريش وبذلك أصبحت البلاد مسرحاً للفوضى وأعمال الشغب ولم يكن أمام الإمبراطور إلا التوجه إلى إيطاليا معلناً توبته وظل واقفاً امام قلعة كانوسا مدة ثلاثة أيام حتى قابل البابا بوضع مهين حتي حصل علي الغفران عام 1077م.
- كان الخوارزميين اتباعا لدولة السلاجقة في خوارزم حتي استقل أنوشطغين مؤسسا الدولة الخوارزمية سنة 1077م. التي توسعت في وسط اسيا وايران
- خلع الإمبراطور البزنطي ميخائيل السابع في مارس 1078م. بعد تمرد قام به نقفور الثالث الذي توج امبراطورا.
- أصدر البابا جريجوري السابع قرار الحرمان الثاني ضد هاينريش الرابع عام 1080م. لإقدامه على قتل دوق شوابيا ورداً على ذلك اجتمع الأساقفة المؤيدون لهاينريش وقرروا عزل البابا جريجوري السابع فنشبت حرب أهلية رجحت فيها كفة هاينريش ودخل على أثرها إلى مدينة روما ودعا إلى عقد مجمع في برسانون في يونيو 1080م. الذي قُرر فيه انتخاب كليمنت الثالث بدلاً من البابا جوريجوري السابع مكث هاينريش مع قواته في إيطاليا لمدة ثلاث سنوات تم فيها تتويجه امبراطوراً في كنيسة القديس بطرس.
- اطاح ألكسيوس الأول كومنينوس بالإمبراطور البزنطي نقفور الثالث وتوج امبراطورا في أبريل 1081م.
- انشأ روبرت جيسكارد النورماني أسطول بحري هزم به الأسطول البيزنطي في معركة بحرية بالقرب من درزو سنة 1081م. الا ان بيزنطة استغاثت بالبندقية اللتي خفت لنجدتها وأوقعت هزيمة منكرة باسطول جيسكارد عام 1082م. لكن استطاع روبرت نقل جيشه إلى درزو وهزم الجيش البزنطي واخترق إبريوس وتساليا حتى كاد يصل إلى سالونيك وهناك تلقى استغاثة من البابا لينقذه من الإمبراطور الروماني المقدس هاينريش الرابع فترك جيشه في تساليا وعاد مسرعاً إلى إيطاليا وحشد جيشاً من النورمان والطليان والمسلمين واستطاع اجبار الالمان علي الجلاء عن روما.
- انشأ روبرت جيسكارد أسطولاً جديدا هزم به أسطول البندقية بالقرب من جزيرة كورفو سنة 1084م. واستولى على جزيرة كفلونيا الأيونية اللتي مات فيها سنة 1085م. وخلفه ابنه روجر بورسا دوقا لبوليا وكالابريا.
- استمر التناحر بين ملوك الطوائف المسلمين في الاندلس ورغم ان تلك الدويلات ورثت ثراء الخلافة إلا أن عدم استقرار الحكم فيها والتناحر المستمر بينهم جعلهم فريسة لمسيحيي الشمال ووصل الأمر إلى أن كل ملوك الطوائف كانوا يدفعون الجزية للملك ألفونسو السادس وكانوا يستعينون به على بعضهم البعض.
- أستغل الفونسو السادس ملك قشتالة وليون ضعف ممالك الطوائف المجاورة وأغار عليها من فترة إلى أخرى حتى استطاع إسقاط طليطلة وضمها لمملكته في مايو 1085م. بعد سقوط طليطلة استنجد ملوك الطوائف بيوسف بن تاشفين أمير دولة المرابطين بالمغرب الذي عبر مضيق جبل طارق الي الاندلس حيث لاقي جيش مملكة قشتالة في معركة الزلاقة في أكتوبر 1086م. وانتصر فيها ابن تاشفين انتصارا حاسما بعد انتهاء المعركة اضطر أبن تاشفين للعودة سريعا للمغرب بسبب وفاة ابنِه وولي عهده.
- وفاة ملك إنجلترا ويليام الفاتح في سبتمبر 1087م. واصبح أبنه البكر روبرت دوقاً لنورماندي  وابنه الاصغر ويليام الثاني ملكاً لإنجلترا.
- أفتتاح جامعة بولونيا أقدم جامعة في أوروبا سنة 1088م.
- استقرار حسن الصباح مؤسس جماعة الحشاشون الإسماعيلية في قلعة ألموت (حصن جبلي يبعد عن طهران حوالي 100 كيلومتر) سنة 1090م.
- عاد ملوك الطوائف لما كانوا فيه من فرقة وتناحر وعاد القشتاليون للإغارة عليهم وما ان علم أمير دولة المرابطين يوسف بن تاشفين بحال الأندلس ارسل أربعة جيوش إلى الأندلس في وقت واحد للقضاء على ملوك الطوائف واستطاع المرابطون في غضون ثمانية عشر شهرًا فتح مدن الأندلس كلها غرناطة ومالقة وجيّان  وقرطبة وإشبيلية وألمرية وبلنسية وبطليوس وجزر البليار وأصبحت الأندلس تحت سلطة المرابطين وانتهى عصر ملوك الطوائف سنة 1091م.
- تمكن النورمان بقيادة روجر من فتح جزيرة صقلية سنة 1091م. منهيا الحكم الإسلامي فيها.
- وفاة السلطان السلجوقي ملك شاه في نوفمبر 1092م. وخلفه اخيه السلطان تتش بن ألب أرسلان وبدأت الدولة بالانحدار والضعف والانقسام لافرع عديده منها سلاجقة الروم في الأناضول وسلاجقة كرمان في فارس وسلاجقة العراق وسلاجقة دمشق وحلب في الشام.
- دعا البابا أوربانوس الثاني لحرب صليبية للسيطرة على الأراضي المقدسة التي كانت تحت سيطرة المسلمين وايضا استجابة لدعوة الإمبراطوريه البيزنطيه لمساعدتها ضد توسع السلاجقه في الأناضول سنة 1095م.
- بدأت الحملة الصليبية الأولى عام 1096م. وتكبد فيها السلاجقة هزائم شديدة وخسروا الكثير من مدن الأناضول وبلاد الشام واسفرت عن احتلال القدس عام 1099م. وتأسيس مملكة بيت المقدس بالإضافة لثلاث إمارات صليبية الرها وأنطاكية وطرابلس.